# Digitivalva valeriella
Digitivalva valeriella is een vlinder uit de familie van de koolmotten (Plutellidae). De wetenschappelijke naam is voor het eerst geldig gepubliceerd in 1878 door Pieter Snellen.
De soort komt voor in Europa.